# Metilarancio
Il metilarancio (o eliantina) è il nome comune di un composto chimico aromatico di sintesi, dalle proprietà coloranti.
A temperatura ambiente si presenta come un solido arancione dall'odore tenue caratteristico. È un composto tossico.

## Sintesi
È ottenuto da una reazione di copulazione tra il sale di diazonio dell'acido solfanilico con dimetilanilina disciolta in acido acetico a temperature comprese tra 0 °C e 5 °C, reazione da cui precipita in forma di solido rosso.  Per successivo trattamento con idrossido di sodio (a temperatura ambiente), il gruppo acido solfonico -SO3H viene salificato.

## Usi

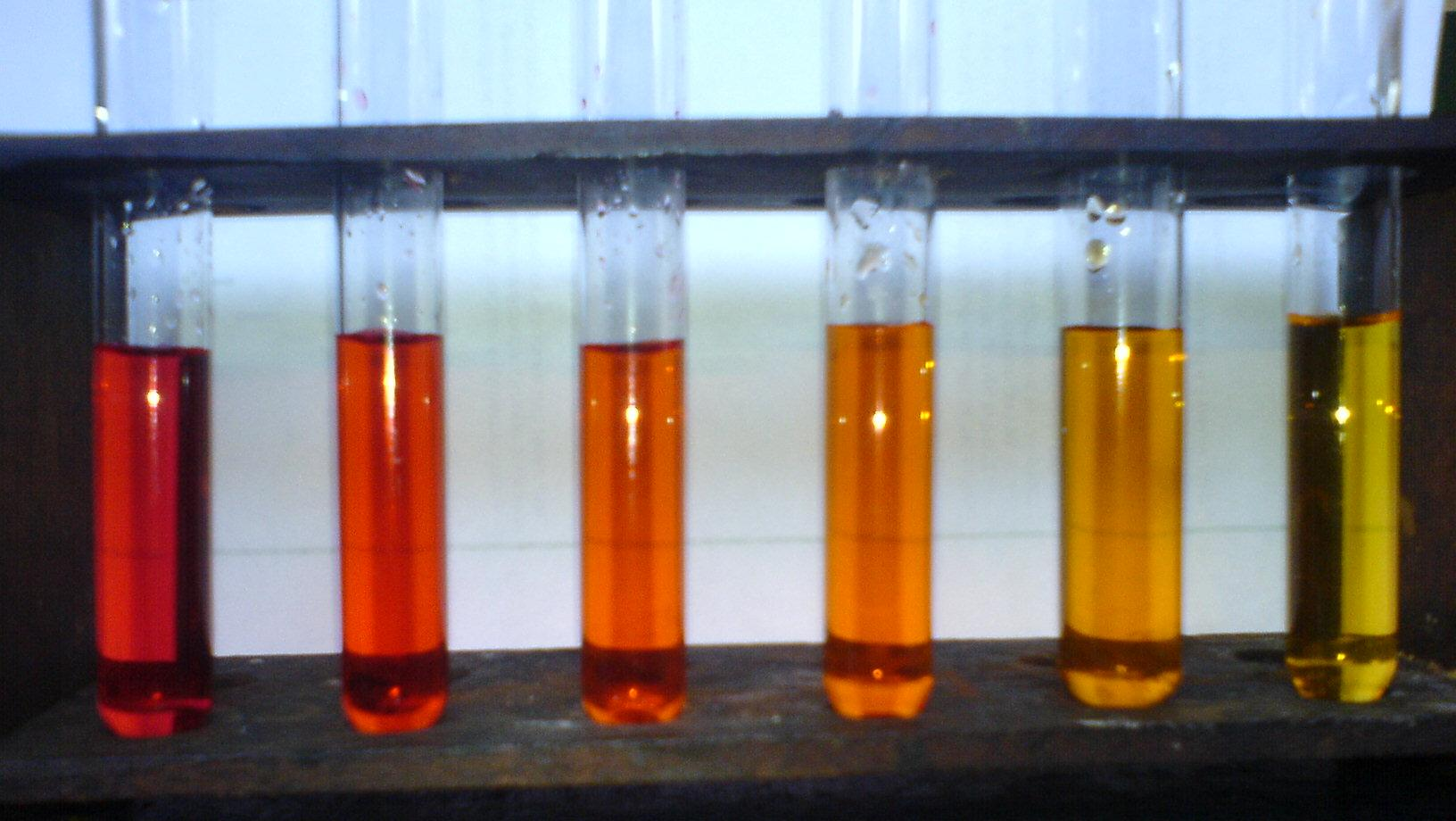
Viraggio da rosso a giallo all'aumento di pH.

Il metilarancio è un comune indicatore acido-base. Quando la soluzione in cui è presente il metilarancio è rossa, significa che la soluzione ha un pH inferiore a 3. Quando la soluzione è arancione significa che il pH è compreso tra 3.2 e 4,4. Quando la soluzione è gialla significa che il pH è superiore a 4,4.
Col nome di eliantina trova impiego anche come colorante per la tintura di lana, seta e pelo.